# Pseudasellodes constellata
Pseudasellodes constellata là một loài bướm đêm trong họ Geometridae.